# Cosme Damià Hortolà
Cosme Damià Hortolà (Perpinyà, 1493 - Vilabertran, 3 de febrer de 1568) fou un destacat teòleg i hebraista, assistent al Concili de Trento, que exercí els càrrecs d'abat de Vilabertran - al bisbat de Girona - i rector de l'Estudi General de Barcelona.

## Etapa formativa
Tot i néixer a Perpinyà en 1493, es va criar i educar a la ciutat de Girona, a on es traslladaren els seus pares. Va passar després a Alcalá de Henares, on aprengué amb aprofitament les llengües hebrea i grega al col·legi anomenat trilingüe, i de seguida lògica, matemàtiques, metafísica, física i ètica. Després anà a estudiar a la universitat de París, perfeccionant-se en la llengües llatina, grega, hebrea i siríaca, i es va dedicar després a l'estudi de la teologia i altres ciències eclesiàstiques, decidit a prendre aquesta carrera. L'excessiva aplicació li va atreure una malaltia que els metges creure mortal, però el del Rei es va encarregar d'ell, i enamorat del seu enginy el va visitar i va treure del perill, i amb les seves converses i reflexions es va aficionar Cosme a la medicina en la qual va adquirir coneixements més que regulars que no van ser inútils per a ell ni per al seu proïsme. A París fou deixeble del famós teòleg franciscà François Vatable. Al cap d'algun temps va passar a Bolonya, on va continuar l'estudi de la teologia i del dret canònic, i es graduà en les dues facultats, als 35 anys. El cardenal Cantareno l'estimava extraordinàriament, i va voler que passés a establir a Roma, però Cosme va preferir l'amor filial a l'afecte amistós, ja que cridat pels seus ancians pares, va tornar al seu país on va arribar quan el seu pare havia va mort. És molt eloqüent i afectuosa l'oració fúnebre que després va dictar a Hortolà la gratitud al cardenal Cantareno.

## Carrera eclesiàstica
No hi ha constància de la data en què va entrar a servir com a cura de Sallent, a dues llegües i mitja de Manresa. Però a l'arxiu parroquial d'aquesta rectoria hi havia en època de Torres i Amat tres Manuals d'escriptures autoritzades pel seu rector Dr. Hortolà, i d'ells consta que fou rector d'aquesta vila des de 1556 fins al de 1561 ambdós inclosos, en la signatura que el seu procurador concedir la gràcia en un lluïsme que havia de percebre per la venda d'una casa a la placeta de la rectoria.
Es conserva a la vila l'antiga tradició que la capella de Sant Cosme i Sant Damià de l'església va ser costejada pel rector Hortolà, els emblemes es veuen en diverses figures de bisbes i d'heretges a l'arrencada dels arcs col·laterals. Va disposar que els administradors d'aquesta capella fossin veïns que haguessin nascut fora de la parròquia com el fundador.

## Rector de la Universitat de l'Estudi General de Barcelona
Hortolà fou cridat pels Consellers per incorporar-se a l'Estudi General de Barcelona l'any 1542, ocupant la càtedra de lògica (1542-1543) i fou nomenat catedràtic de filosofia (1543-47). L'any 1547 començà a impartir la teologia de Sant Tomàs d'Aquino. Va obtenir la càtedra definitiva de teologia com a reconeixement dels serveis prestats (en aquell moment les càtedres eren temporals) l'any 1548 que ocupà fins al 1560.
Va ser nomenat Rector entre l'1 d'agost de 1548 i el 31 de juliol de 1549 i més endavant en els períodes 1552-1553 i 1559 i 1561. També exercí de Tresorer entre 1555 i 1556.
Va ajudar a neutralitzar el poder dels dominics a l'Estudi General de Barcelona, va donar orientació ideològica i gràcies a la seva actuació i iniciativa l'Estudi General de Barcelona va viure un dels moments més esplendorosos.
Va exercir una influència molt forta en els seus temps i deixà petja en les futures generacions d'universitaris. Va aconseguir imposar la nova versió crítica de la Bíblia enfront de la Vulgata.
Els seus estudis històrics i lexicogràfics sobre els textos originals grecs i hebreus de la Bíblia, que comparà amb la versió llatina de la Vulgata, restaren inèdits.
Per convèncer del seu encès zel pel llustre de la universitat, llegí l'exhortació que va fer per animar-la a sortir de la seva decadència; exhortació que es va imprimir després.
Interpretà alguns anys els llibres d'Aristòtil, i molts més la doctrina de St Tomàs d'Aquino. Va ensenyar durant vint anys filosofia i teologia. En aquest temps va treballar molt a confrontar els còdexs grecs i hebreus de la Bíblia amb els llatins, i va compondre la reeixida «Exposició del llibre dels Càntics».
Era ja llavors el consultor dels cònsols i consellers de Barcelona, dels bisbes, i dels tribunals, fins i tot el de la inquisició. En 1560 fou nomenat per Felip II per a l'abadia de Vilabertran sense pretendre-ho. Pocs mesos després fou elegit pel mateix per assistir com a teòleg al concili de Trento, tasca de la qual s'excusà inicialment per raó de la seva edat i malalties. Però aquest rei, diuen els continuadors de l'«España sagrada», zelós de l'honor de la seva nació, i que ja havia respost al Sr Ayala que donà la mateixa excusa, «Hi heu d'anar encara que sigui a quatre grapes», tampoc va admetre la d'Hortolà, i li va fer dir que hi anés tot i que amb algun risc de la seva vida. Obeí, es va posar bo en el viatge i va arribar a Trento el 1561. Va exercir totes les consultes li van fer a satisfacció del Concili que va admirar el seu profund saber, talent i prudència, cosa que motivà a Pius IV a concedir-li gratis les butlles per a l'abadia de Vilabertran a la diòcesi de Girona amb què l'agracià: havent assistit des de llavors al concili amb els hàbits que usaven els canonges de Sant Agustí, regla i institut que professà des de llavors. Pallavicini en la seva «Història del concili de Trento» llib. XX c.2 diu que el dia 10 febrer 1563 va parlar sobre els articles del matrimoni després que havia parlat Nicolau Maillard, degà de la Sorbona, i diu d'aquesta manera: «l'altre dia al matí ha parlat el primer teòleg, dels que havia enviat el rei Felip, Cosme Damià Hortolà, abat electe de Vilabertran que sense fatigar als oients va fer una llarga oració, senza per tutto cio stancar l'attenzione». Conclòs el Concili, com se sap, en 4 de desembre de 1563, va tornar a Espanya, i el 16 de maig de 1564 va prendre possessió de l'abadia que va governar personalment amb particular encert.

## Darrera etapa
Abans d'arribar al quatre anys d'estar a Vilabertran va morir entre les 8 i 9 de la nit del 3 de febrer de 1568 amb fama de santedat. Que va morir en aquest any i no en el de 1566, com equivocadament es llegeix en les notícies de Judoco Le Plat a seva edició dels cànons, consta en el mateix arxiu de Vilabertran, i ho assegura el Dr Pujades a la crònica de Catalunya, dient haver trobat escrit en el diari que va deixar manuscrit seu pare el Dr Miquel, deixeble totalment del Dr Hortolà a la universitat de Barcelona, i afegeix que ell va néixer vuit mesos menys tres dies després de la mort d'Hortolà. Van advertir ja aquesta equivocació de Le Plat dels savis continuadors de l'España Sagrada en el tom 45 pag. 98 dels quals refereixen allà les circumstàncies del seu enterrament; acord amb una nota que vaig rebre l'arxiver d'aquesta Col·legiata. La seva mort, diuen, va ser sensible a tot Catalunya, però molt més al cabiscol de l'esmentat monestir, que va distingir no solament en la magnificència de les exèquies, sinó i tot en el lloc de la seva sepultura, i manera d'enterrar; ja que li col·locà al peu de les grades del presbiteri, i amb vestit sacerdotal i bàcul a la mà, contra el costum d'enterrar els canonges i abats amb només l'hàbit de regulars. I es col·locà la seva urna sepulcral sobre quatre pilars per preservar-la de la humitat, cobrint la sepultura amb una llosa de marbre blanc on hi havia un relleu de l'efígie sencera d'Hortolà vestit de Pontifical.
Joan Duns Escot en la seva «Biblioteca» diu que les obres d'Hortolà estan plenes d'erudició i de doctrines dels sants pares, i de notícies curioses sobre els costums dels hebreus, i afegeix que no ha vist en aquest gènere res escrit amb més exactitud després dels antics sants pares Gregori de Nissa, Olimpiòdor Diaca, etc.

## Obra
Hi ha constància de l'oració fúnebre que va compondre en la mort del seu protector el cardenal Cantareno, en la qual brillen a l'una l'eloqüència més vigorosa, i els afectes de la més tendra i sincera gratitud. És molt sensible que tant aquesta oració com tots els altres manuscrits d'aquest savi s'hagin perdut o siguin molt rars els seus exemplars.
La seva cèlebre exposició del llibre dels Càntics de Salomó la imprimiren els seus parents el Dr. Pedro Balle de l'audiència de Barcelona, el Dr. D. Joan Rausich prevere i deixeble d'Hortolà, i Fr. Miquel Taberner de Girona, els quals van posar cada un el seu pròleg, en l'edició que van fer a Barcelona a la impremta de Jaume Cendrat a 1583 amb l'assumpte. «In Cantica Canticorum Salomonis explanalio in Isagogen, Paraohrasim el quinque posteriores plenioris interpretationis libros distributa, Deo ac D. N. Jesuchristo dicata. Auctore Cosma Damiarno Hortolano, etc». La publicació d'aquesta obra es degué al Dr Pedro Valle que havia estat deixeble d'Hortolà i després conseller o individu del govern de Barcelona qui la va dedicar a Felip II, i contribuí també a la seva publicació Fr. Miquel Taberner, parent de l'autor segons apareix en el compendi de la seva vida que precedeix a aquesta obra. A la portada de l'edició de Barcelona es fixa l'any 1583 i la fi del tom a 1580, i amb raó diuen els continuadors de l'«España Sagrada» que seria una de les moltes errades de la impressió.
També hi ha esment de l'oració inaugural dels estudis de Barcelona que va recitar el Dr. Cosme Damià Hortolà. En aquesta oració que diu pronunciada in Lucalibus es prenen per tema les paraules de sant Pau: Lucas est mecum solus, i s'apliquen amb singular gràcia al desemparament en que l'orador veia les ciències, lamentant-se per tot el que les estimava del poc cas que els feien els grans senyors i rics del seu temps.

## Publicacions
- Hortolà, Cosme Damià, Cosmae Damiani Hortolani theologiae ac iuris pontificii doctoris... Com[m]entaria in Canticum canticorum Salomonis: in quinq[ue] libros distributa. Barcinone: ex typographia Iacobi Cendrat, 1579 (1580). Disponible a: Catàleg Col·lectiu del Patrimoni Bibliogràfic de Catalunya.
- Hortolà, Cosme Damià, In Cantica canticorum Solomonis explanatio : in isagogen paraphrasim et quinq. posteriores pleniores interpretationes libros distributa [...]. Barcinone: cum licentia ex typographia Iacobi Cendrat, 1579-1583. Disponible a: Catàleg de la Biblioteca Pública Episcopal del Seminari de Barcelona[Enllaç no actiu].